# Уч-Тюбе
Уч-Тюбе́ — аул в составе муниципального образования «Сельское поселение Каясулинский сельсовет» Нефтекумского района Ставропольского края. Название переводится с тюркского языка как "три холма".

## Варианты названия
- Уч Тюбе-Таслы
- Уч-Тюбе-Таслы
- Учтюбе
- Учтюбе-Таслы
- Учь-Тюбе-Таслы[2]

## География
Расстояние до краевого центра: 251 км.
Расстояние до районного центра: 39 км.

## Население
| 1903 | 1926 | 1989 | 2002 | 2010 | 2014 | 2023 |
| ---- | ---- | ---- | ---- | ---- | ---- | ---- |
| 238  | ↗331 | ↗603 | ↗652 | ↘531 | ↘400 | ↗500 |

По данным переписи 2002 года, 48 % населения — даргинцы.

## Инфраструктура
- Дом культуры. Открыт 15 апреля 1935 года[9]
- В границах аула расположено общественное открытое кладбище площадью 9770 м²[10].